# Karl Friedrich Köppen
Karl Friedrich Köppen (Nieder-Goerne, 26 aprile 1808 – Berlino, 26 aprile 1863) è stato un filosofo tedesco.

## Biografia

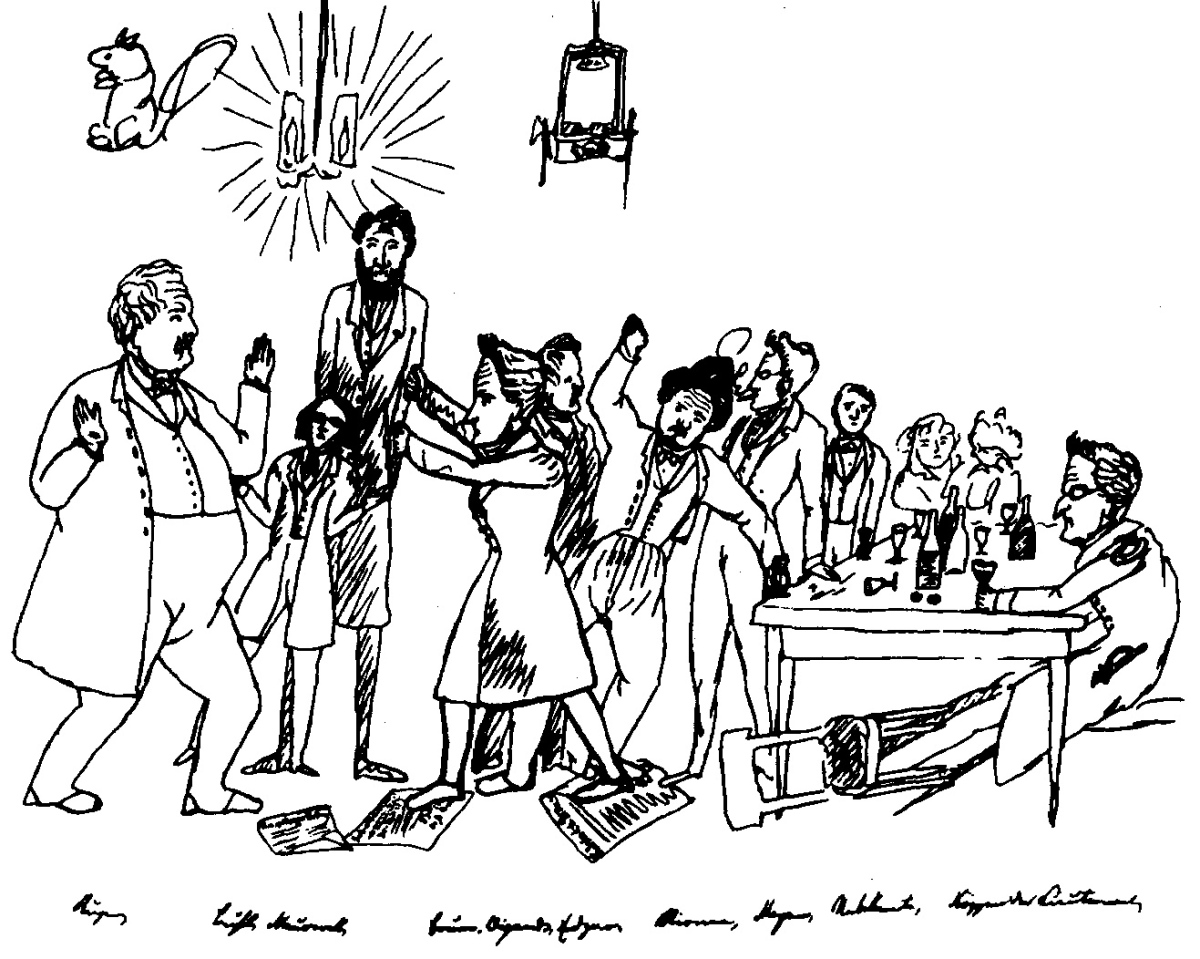
Friedrich Engels, Caricatura dei Liberi, la sinistra hegeliana: Köppen è l'uomo seduto a destra

Köppen nacque in una famiglia di pastori a Nieder-Goerne, Kreis Osterburg nella regione di Altmark (Germania). Studiò teologia presso l'Università di Berlino dal 1827 al 1831, ma successivamente si rivolse verso l'hegelismo. Dopo gli studi e il servizio militare nel 1833, insegnò presso la scuola superiore Dorotheenstädtischer. Nel 1837, incontrò Karl Marx, con il quale sviluppò una stretta amicizia. Nel 1840 divenne uno dei soci più attivi di Arnold Ruge e pubblicò Hallischen Jahrbücher (1841: Deutsche Jahrbücher). Scrisse molte recensioni sulla letteratura politica e scientifica.
La pratica giornalistica contemporanea fu fortemente influenzata dalle sue opinioni.
Spirò a Berlino il giorno del suo 55º compleanno.

## Opere
- Frederick the Great and his Opponents (Berlin 1840), ISBN 1-161-25072-7
- To celebrate the accession of Frederick II (Hallische Yearbooks of Science and Arts . No. 147 of 19 June 1840, Sp 1169ff)
- Opere principali. 2 volumi, Akademie Verlag, Berlin 2003, ISBN 3-05-003625-7